# Pentaclethra macroloba
Pentaclethra macroloba är en ärtväxtart som först beskrevs av Carl Ludwig von Willdenow, och fick sitt nu gällande namn av Carl Ernst Otto Kuntze. Pentaclethra macroloba ingår i släktet Pentaclethra och familjen ärtväxter. Inga underarter finns listade i Catalogue of Life.